# مجارستان مرکزی
مجارستان مرکزی (مجاری: Közép-Magyarország) یک منطقه آماری مجارستان است و ۶٬۹۱۹ کیلومترمربع مساحت و ۲٬۸۹۷٬۳۱۷ نفر جمعیت دارد.